# Tratado de Ribemont
Houve dois tratados de Ribemont:

## O tratado  de 880
O tratado foi assinado em 880 entre o rei da Germânia Luis III, o Jovem, e os reis da Frância Ocidental Luis III e Carlomano II. 
Em 879, Luis o Jovem, rei da Germânia, na Saxônia e na Francônia, estava pronto para fazer a guerra contra seus primos os reis da Franca Luis III e Carlomamo II. Mas Bosão de Provença, um nobre que não fazia parte da dinastia carolíngia, auto-proclamou-se rei em Borgonha. Além disso, os viquingues retomaram a ofensiva.  No intuito de se proteger contra estas ameaças, os reis carolíngios decidiram esquecer as suas diferenças e uniram-se.[carece de fontes?]
Encontraram-se em Ribemont, atualmente no departamento do Aisne. Em troca da neutralidade de Luis, o Jovem, os reis de Frância deram para ele uma parte da Lotaríngia que eles possuíam desde o Tratado de Meersen e começaram a luta contra Bosão.[carece de fontes?]
Os novos limites entre o reinado da Germânia e o reinado da França ficaram assim durante toda a Idade Media.[carece de fontes?]

## O tratado de 1179
Este tratado foi assinado em 2 de maio de 1179 entre os filhos do duque Mateus I de Lorena que tinha falecido em 1176 e cuja sucessão tinha sido reivindicada pelo filho maior Simão II de Lorena e o caçula Ferry II de Lorena. Os irmãos lutaram entre eles durante três anos antes de decidir da divisão do ducado de Ribemont: Simon recebeu a parte sul do ducado de língua francesa e Ferry a parte norte de língua germânica.
Em 1206 Ferry II reuniu por herança as duas partes do ducado.
1. ↑  Martel, Gordon (30 de abril de 2018). The Encyclopedia of Diplomacy, 4 Volume Set (em inglês). [S.l.]: John Wiley & Sons. 286 páginas. ISBN 978-1-118-88791-2